# عبد الخالق الحوثي
عبد الخالق الحوثي هو قائد عسكري في القوات المسلحة اليمنية الموالية لحركة أنصار الله الحوثيين وشقيق قائد الحركة عبد الملك الحوثي، ولد في محافظة صعدة اليمنية، في 2015 فرض عليه مجلس الأمن الدولي عقوبات تحت الفصل السابع بسبب اتهامه بالمشاركة في تقويض السلام والأمن والاستقرار باليمن، وفي 2021 فرضت عليه الولايات المتحدة عقوبات بسبب دوره في الحرب الأهلية اليمنية، وأعلن التحالف العربي لدعم الشرعية في اليمن 20 مليون دولار لمن يدلي بمعلومات عنه.

## مناصب شغلها
- قائد المنطقة العسكرية المركزية. (مناطق سيطرة أنصار الله الحوثيون)[3]
- قوات الحرس الجمهوري والعمليات الخاصة. (مناطق سيطرة أنصار الله الحوثيون)[4]

## عقوبات مجلس الأمن
فرض مجلس الأمن الدولي في 2015 استنادا على القرار رقم 2140 الصادر في 2014 عقوبات على عبد الخالق الحوثي في القرار رقم 2216 بسبب اتهام لجنة مجلس الأمن الدولي له بالمشاركة في أعمال تهدد الأمن والسلام والاستقرار في اليمن وعرقلة تنفيذ اتفاق المبادرة الخليجية في اليمن وقيادة مقاتلين في الهجوم على منطقة دماج بمحافظة صعدة سنة 2013 ونقل الأسلحة.